# Martínez Domínguez
Martínez Domínguez är en ort i Mexiko.   Den ligger i kommunen Guadalupe och delstaten Zacatecas, i den centrala delen av landet, 500 km nordväst om huvudstaden Mexico City. Martínez Domínguez ligger 2 222 meter över havet och antalet invånare är 1 574.
Terrängen runt Martínez Domínguez är platt åt sydost, men åt nordväst är den kuperad. Runt Martínez Domínguez är det ganska tätbefolkat, med 160 invånare per kvadratkilometer. Närmaste större samhälle är Guadalupe, 3,9 km väster om Martínez Domínguez. Omgivningarna runt Martínez Domínguez är i huvudsak ett öppet busklandskap.